# 乔伊·格雷厄姆
乔伊·约瑟夫·格雷厄姆（英語：Joey Joseph Graham，1982年6月11日—），美国NBA联盟职业篮球运动员。他在2005年的NBA选秀中第1轮第16顺位被多伦多猛龙选中。